# Tschermoschnoi (Prjamizyno)
Tschermoschnoi (russisch Чермошной) ist ein Weiler (chutor) in der Oblast Kursk in Russland. Er gehört zum Rajon Prjamizyno und zur Landgemeinde (selskoje posselenije) Djakonowski selsowjet.

## Geographie
Der Ort liegt gut 26 km Luftlinie südwestlich des Oblastverwaltungszentrums Kursk im südwestlichen Teil der Mittelrussischen Platte, 11 km südwestlich des Rajonverwaltungszentrums Prjamizyno, 8,5 km vom Sitz des Dorfsowjet – Djakonowo, 62 km von der Grenze zwischen Russland und der Ukraine.

### Klima
Das Klima im Ort ist wie im Rest des Rajons kalt und gemäßigt. Es gibt während des Jahres eine erhebliche Niederschlagsmenge. Dfb lautet die Klassifikation des Klimas nach Köppen und Geiger.

## Bevölkerungsentwicklung
| Jahr | Einwohner |
| ---- | --------- |
| 2002 | 9         |
| 2010 | ▼7        |

Anmerkung: Volkszählungsdaten

## Verkehr
Tschermoschnoi liegt an den Straßen regionaler Bedeutung 38K-010 (M2 „Krim“ – Iwanino, Teil der Europastraße E38) und 38K-004 (Djakonowo – Sudscha – Grenze zur Ukraine), 7,5 km von der nächsten Eisenbahnhaltestelle 439 km (Eisenbahnstrecke Lgow-Kijewskij – Kursk) entfernt.
Der Ort liegt 113 km vom internationalen Flughafen von Belgorod entfernt.